# 舟津真里
舟津 真里（ふなつ まり、1966年6月23日 - ）は、東京都清瀬市出身のエステティシャン。血液型はO型。(株)美vace代表取締役社長。INFA国際ライセンスゴールドマスター。元日本美容専門学校 特別講師。

## 略歴
エステサロン美vace、『美zenフェイシャル協会』、『美vaceエステスクール』など主宰。
美容専門学校卒業後、大手エステサロンで店長として勤務。2006年に渋谷区代々木上原にエステサロン美vace開業。エステサロンを16年経営し、小顔・食いしばりに特化した施術を中心に行っている。
2014年にエステティックグランプリで「全国フェイシャル技術部門」「全国顧客満足度ランキング」で1位を受賞、二冠に輝く。
エステサロン運営の他に、スクールを主宰し、エステティシャンの育成の傍ら、海外に日本の技術とホスピタリティを広める活動をしており、各国でセミナーや技術指導を行っている。日本の美容機器メーカーや化粧品メーカーの商品開発監修や技術開発なども行っている。また、美容ナビゲーターとしてテレビ番組などに出演。
さらに、「日経ヘルス」や「からだにいいこと」などの雑誌に、たびたび取り上げられることがあり、ストレス筋ほぐしについて秘訣を語っている。

## 受賞歴
- 2014年　第4回エステティックグランプリ　「全国フェイシャル技術部門 1位」受賞[3]
- 2014年　第4回エステティックグランプリ　「全国顧客満足度ランキング 1位」受賞

## 出演

### テレビ
- TBSテレビ「おびゴハン!」（2017年7月20日）
- TBSテレビ「買い運おびマルシェ」（2018年4月24日）
- TBSテレビ「キニナル金曜日」（2019年4月20日）
- TBSテレビ「カイモノラボ」（2019年6月19日・7月30日）
- TBSテレビ「マダムたちの超会議 今コレ!〜今コレで輝いでいるんです〜」（2020年2月27日）
- TBSテレビ「グッとラック!」（2020年7月16日）
- TBSテレビ「王様のブランチ」（2020年3月14日・2021年1月23日）

### DVD
- 『美zen筋骨フェイシャル』指導・監修（2015年3月16日）[4]

## 著書
- 『美zen筋骨フェイシャルトリートメント』 フレグランスジャーナル社(2016年5月10日)ISBN 9784894792692[5]
- 『顔のストレス筋ほぐしあなたの顔がデカイのはストレスが原因でした。』 主婦の友社(2017年5月2日)ISBN 9784894792692[6]